# 聂士成殉难纪念碑
聂士成殉难纪念碑，始建于1905年，是清政府为纪念1900年在和八国联军交战中殉难的清军将领聂士成所设立的纪念碑。原碑於文革時期被紅衛兵推倒，目前位于天津市南开区卫津路和紫金山路交口处，为2000年聶士成逝世100周年之际，天津市人民政府为其修建的新碑，该建筑目前是天津市文物保护单位。

## 历史

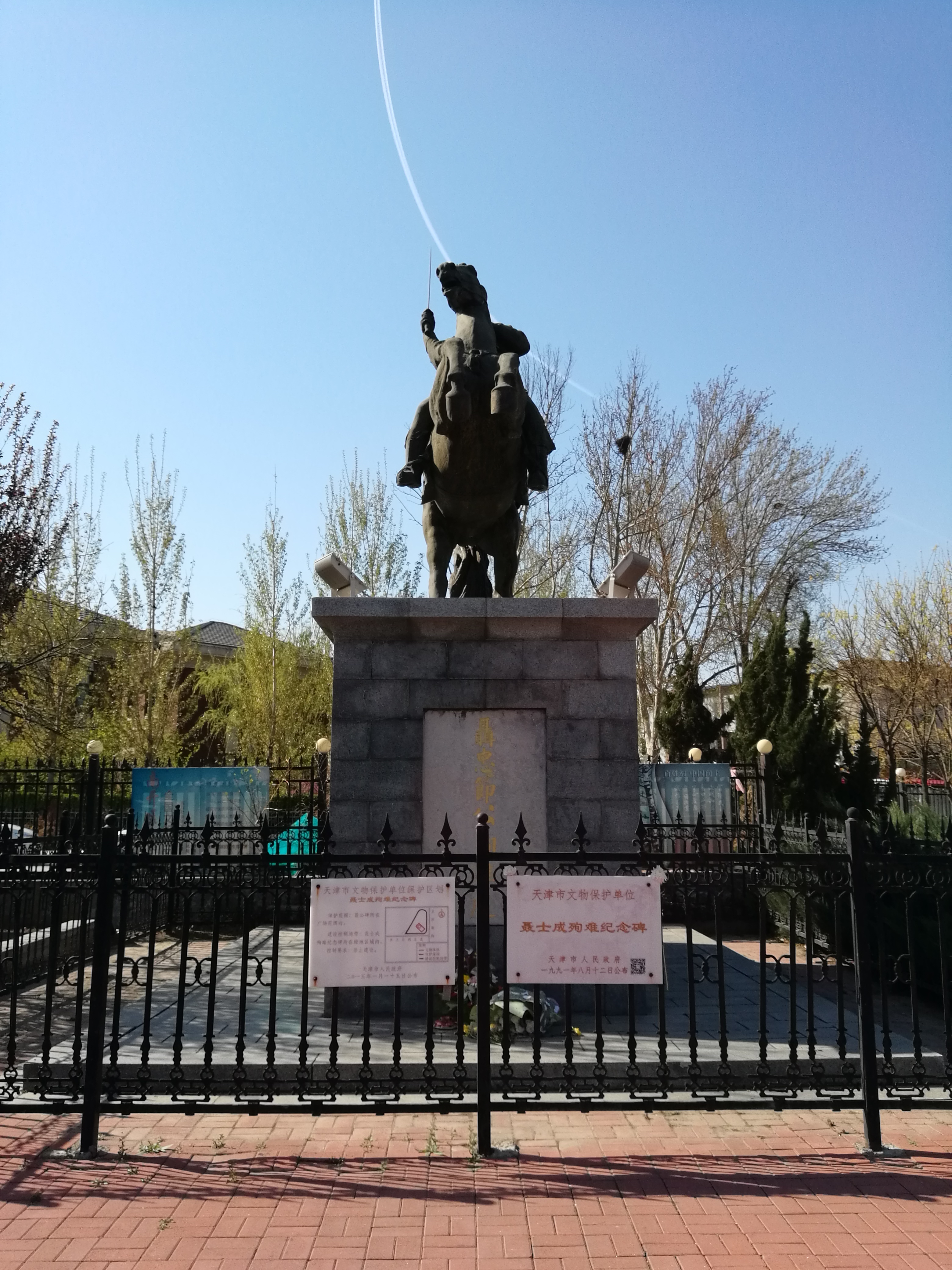
聂士成殉难纪念碑

1900年7月9日，聶士成在八里台与八国联军交战中中炮陣亡。義和團本要戮屍，但因八国聯軍追至才得以幸免。清廷朝議賜恤，載漪、剛毅力阻，後來清廷下詔稱聶士成“誤國喪身，實堪痛恨，姑念前功，准予恤典”。1905年，清政府和天津绅民在现在南开区卫津路和紫金山路交口处聂士成殉国处立碑纪念，谥号“忠节”，该纪念碑当时高2.4米，基座由花岗石砌筑，上置碑心，并筑亭以覆之。纪念碑的正面刻有“聂忠节公殉难处”，两侧设有立柱，上刻袁世凯书写的挽联：“勇烈贯长虹，想当年马革裹尸，一片丹心忍作怒涛飞海上；精诚留碧血，看今日虫沙历劫，三军白骨悲歌乐府战城南。”横额上刻有“生气凛然”。
1950年代，聶士成因作为清王朝将领，有镇压“捻军”“义和团”的历史，被视为统治者的“鹰犬瓜牙”，纪念碑作为一个历史遗迹已经衰败，在荒草瓦砾中只剩残碑颓垣，并于文革中被划入“四旧”之列“彻底砸烂”。
1984年，该纪念碑复立时，上面的碑文仅留有正面的“聂忠节公殉难处”七个字。2000年，聶士成逝世100周年之际，天津市人民政府在原聂士成殉难纪念碑所在地树立了一座聂士成横刀跃马的铜雕像，铜像高4．18米，铜像底座正面刻有一首诗：“将军驱骑刀光寒，一跃桥头此生瞻。聂公当年激扬处，多少青松配雨寒。”背面为碑记铭文。

## 碑记铭文
聂公讳士成 生于1836年 殉于1900年 字功亭 安徽合肥人 1862年以武童投效淮军 累迁至记名提督 太原镇总兵 直隶提督 1884年 中法之战 公慷慨请缨保卫台湾 屡挫入侵法军 1893年驻芦台 复请行 巡防东北三省 历程两万余里 图其山川 要隘 著有东游记程 缕陈防俄之要略 1894年中日之战奉命入朝扼摩天岭 克连山关收草河口 击毙日将富刚三造 卧雪餐风 倍尝艰险 卓著战功 威震中外 既而还驻芦台 创立武卫军并为统帅 公为官清廉 治军严整 所部秋毫无犯 曾数次上书 吁请加强海防 1900年初 公率部于津八里台抗击八国联军 喋血八昼夜 身负数伤 仍挥刀督战 不幸炮弹穿胸殉国 公赫赫勋劳 凛凛正气 足与诸民族英雄相将昭日月泣鬼神 为世人所缅怀 敕斯碑记 以慰忠魂

公元 二零零零年四月天津市人民政府 立

米新华撰文 刘炳森书丹

## 内部链接
- 聂士成